# Акьорен
Акьорен или Аврен (на турски: Akören)  е село в Източна Тракия, Турция, околия Бунархисар, вилает Лозенград (Къркларели).

## География
Селото се намира на 10 километра северно от Бунархисар.

## История
В XIX век Акьорен е село в Бунархисарска кааза на Одринския вилает на Османската империя. Според „Етнография на вилаетите Адрианопол, Монастир и Салоника“, издадена в Константинопол в 1878 година и отразяваща статистиката на населението от 1873 година, Аврен (Avren) има 65 домакинства и 200 мюсюлмани.